# Шхиман
Шхи́ман (от нидерл. schieman — «корабельный человек») — младший унтер-офицер, воинское звание между боцманматом и шхиманматом в русском парусном флоте в XVIII веке; в подчинении шхимана находились шхиманматы. Отвечал за весь бегучий такелаж, паруса.
Например, по регламенту, составленному Адмиралтейств-коллегией 5 (16) апреля 1718 года, в экипаж 50-пушечных кораблей из 350 человек должны были входить один шхиман и два шхиманмата. Согласно Морскому уставу 1720 года, в экипажах кораблей 1-го ранга (90- и 80-пушечных), 2-го ранга (76-пушечных, трёх- и двухпалубных) и 66-пушечных 3-го ранга по штату числилось 2 шхимана, в экипажах 50-пушечных кораблей 3-го ранга и 32-, 16- и 14-пушечных кораблей 4-го ранга числился 1 шхиман.
По реформе штатного расписания флота 1732 года в унтер-офицерском составе была упразднена лишняя дробность чинов, в частности упразднены шхиманы и шхиманматы, за счет которых было увеличено число боцманов.